# Episodi di Una donna per amico (terza stagione)
La terza e ultima stagione della serie televisiva Una donna per amico è stata trasmessa su Rai 1 dal 2 febbraio 2001 al 16 aprile 2001.
| Nº | Titolo             | Prima TV         |
| -- | ------------------ | ---------------- |
| 1  | Prima puntata      | 2 febbraio 2001  |
| 2  | Seconda puntata    | 9 febbraio 2001  |
| 3  | Terza puntata      | 13 febbraio 2001 |
| 4  | Quarta puntata     | 16 febbraio 2001 |
| 5  | Quinta puntata     | 20 febbraio 2001 |
| 6  | Sesta puntata      | 24 febbraio 2001 |
| 7  | Settima puntata    | 9 marzo 2001     |
| 8  | Ottava puntata     | 16 marzo 2001    |
| 9  | Nona puntata       | 23 marzo 2001    |
| 10 | Decima puntata     | 30 marzo 2001    |
| 11 | Undicesima puntata | 6 aprile 2001    |
| 12 | Dodicesima puntata | 16 aprile 2001   |

## Prima puntata
Dopo i problemi vissuti in passato, Laura e Piero vivono un periodo di grande felicità. Laura aspetta il loro terzo bambino e Piero, sostenuto dalla moglie, decide di candidarsi al ruolo di primario per contrastare il nuovo tirannico direttore sanitario, Di Valerio. In ospedale intanto si intrecciano le storie dei pazienti e delle loro famiglie: Cristina è una donna malata di tumore, che viene sostenuta dal compagno Walter e dal figlio Iacopo. Quando l'ex marito di Cristina, Aldo si presenta in ospedale, deve affrontare la freddezza dell'ex moglie e del figlio. Daniela ha vent'anni e ha subito un trapianto di cuore, ma non riesce ad accettare che la persona che le ha donato il cuore sia morta. Sarà l'incontro con il padre della ragazza donatrice a far accettare a Daniela la sua nuova vita. Laura è a casa in maternità, ma si annoia e decide di tornare in ospedale. Purtroppo, a seguito di un litigio con il fidanzato di una paziente, la gravidanza di Laura prende una piega inaspettata: il sacco amniotico si rompe, e Laura partorisce prematuramente con un cesareo a causa di un distacco della placenta.  
Altri interpreti: Silvia Cohen (Cristina), Bruno Bilotta (Walter), Jacopo Venturiero (Jacopo, figlio di Cristina), Federico Pacifici (Aldo), Selvaggia Quattrini (Daniela), Rita Charbonnier (sorella Daniela), Valentina Carnelutti (Loredana), Stefano Molinari (Rosario), Mariano Rigillo (Chirurgo), Marta Iacopini (madre di Leonardo), Stefano Abbati (Flavio Rivelli)

## Seconda puntata
Le condizioni del bambino di Laura e Piero, Achille, sono critiche. Il piccolo ha avuto un'ipossia cerebrale alla nascita ed è ricoverato in Terapia Intensiva Neonatale, e Laura accusa il marito di aver preso la decisione sbagliata durante il parto. Il piccolo Achille purtroppo muore, e Laura diventa sempre più astiosa nei confronti di Piero. Intanto Massimo, il figlio del cardiochirurgo Angeletti, viene ricoverato per overdose: tra il ragazzo e il padre c'è un pessimo rapporto, e la fidanzata di Massimo sa che l'appoggio del padre sarà fondamentale per aiutare Massimo a uscire dal tunnel. Ilaria e Marco sono due ragazzi che si trovano in ospedale a vegliare i rispettivi genitori, ricoverati in rianimazione. 
Altri interpreti: Elisabetta Pellini (Ilaria), Giampaolo Morelli (Marco), Selvaggia Quattrini (Daniela), Elisabetta Coraini (mamma di Gabriele), Eleonora Sergio, Niccolò Centioni (Gabriele), Magdalena Grochowska (Michelle),

## Terza puntata
Piero viene nominato primario, ma Laura sembra indifferente alla notizia, anzi, sembra quasi insinuare che la promozione del marito sia immeritata. Angelika, la bimba africana temporaneamente ospite a casa di Laura e Piero, non riesce a perdonare alla coppia il fatto che le sia stata nascosta la morte del padre, Jan Hansen. Piero decide di riaccompagnare la piccola in Africa, anche se Laura inizialmente è titubante. In ospedale si intrecciano come sempre diverse storie: Marcella ha partorito da poco e sua sorella Linda ne è felicissima e non perde occasione per stare con il nipotino. Tuttavia, una sera, uscendo dall'ospedale, la ragazza subisce un tentativo di stupro e l'aggressore la minaccia di far del male al nipotino, che in effetti il giorno dopo mostra complicazioni inattese. Sara invece si presenta spesso al pronto soccorso con ematomi ed escoriazioni che fanno pensare a una violenza da parte del marito, ma la donna continua a negare.
Altri interpreti: Valentina Tomada (Marcella Landolfi), Eleonora Sergio (Linda Landolfi), Loris Loddi (aggressore), Samuela Sardo (Sara Sacchi), Carlo Caprioli (Nuccio Sacchi, marito di Sara), Irene Grazioli (Marta), Benedicta Boccoli (Signorina Barili, consulente finanziaria),

## Quarta puntata
Laura, dopo la morte del bambino e la partenza di Piero, torna al lavoro. L'arrivo della nuova ginecologa, la dottoressa Marina Martinelli, supportata dal professor Conti, fa sì che Laura, sentendosi minacciata, si butti a capofitto nel lavoro, iniziando a trascurare i figli. Nel reparto di Ostetricia è ricoverata Cecilia, insegnante di violino, incinta di Gabriele, il suo allievo più promettente. Il ragazzo vuole prendersi le sue responsabilità, contrastato però dai genitori e dalla stessa Cecilia. Simona è un'attrice che, costretta a sottoporsi ad un'operazione in urgenza, è disperata in quanto l'operazione non è compatibile con l'inizio delle riprese. Luisa invece è una donna che scopre la sua sieropositività. La donna è stata contagiata da un ex fidanzato, ma ora è sposata e ha due bambini piccoli..
Altri interpreti: Rosaria De Cicco (Cecilia)

## Quinta puntata
Laura è alle prese con l'insofferenza della figlia Francesca, che ha anche iniziato a frequentare due ragazzi, Alex e Virginia, che non convincono Laura. In ospedale, la barista Teresa scopre di essere incinta, e intanto suo figlio, tossicodipendente, viene ricoverato in ospedale. Renata è ricoverata in ospedale per dolori addominali, ed è in crisi con il marito Paolo. Spesso si recano a trovarla gli amici Dario e Sabrina, che invece sembrano più innamorati che mai.
Anna Stante (Renata), Maria Grazia Nazzarri (Sabrina), Gaetano Amato (Paolo), Maurizio Amigoni (Dario), Aurora Cancian (Sig.ra Conti),

## Sesta puntata
Piero, che ha deciso di rimanere in Africa, si dimette dal posto di primario. Questa decisione manda in crisi il figlio Dado, che comincia ad assentarsi dalle lezioni e a disturbare in classe. Intanto nello stabile in cui abita Laura è in atto un trasloco: arriva infatti Matteo, pubblicitario di Milano. In ospedale, intanto, viene ricoverata Annalisa, una donna incinta del terzo figlio, ma il marito non vuole assolutamente questo bambino. Pina e Lucilla sono due tifose di squadre avversarie che si contendono lo stesso ragazzo, ma quando Lucilla viene ricoverata tra le due sembra ritornare il sereno.

## Settima puntata
Laura torna a casa dopo una giornata di lavoro, e oltre all'insofferenza di Francesca deve anche sopportare il nuovo vicino che ha deciso di dare una festa nella nuova casa. In ospedale arriva Iole, una ragazza in procinto di sposarsi, i cui parenti sono rimasti coinvolti in un incidente sul raccordo. Lo zio della ragazza lotta tra la vita e la morte. Monica viene ricoverata d'urgenza per un tentato suicidio. L'anestesista Stefano crea immediatamente una strana corrispondenza mentale con la ragazza, il cui marito non riesce a spiegarsi il gesto della moglie.

## Ottava puntata
Laura, man mano che conosce Matteo, lo rivaluta molto. I due piano piano diventano amici, complice una mostra a cui Matteo invita Laura. Laura intanto viene nominata primario al posto di Piero, e si deve occupare di Claudia, una ragazza che scopre oltre la dodicesima settimana di essere incinta. La ragazza e l'amica Isa però hanno una strana amicizia con Sergio, il padre del bambino. In ospedale arriva Ning, una ragazza cinese che sta portando avanti una gravidanza extrauterina. Flaminio e Laura operano la ragazza.

## Nona puntata
Laura e Matteo hanno iniziato una storia d'amore, e Laura, piena di dubbi e sensi di colpa, si confida con la cardiologa Roberta, la quale la spinge a vivere questa nuova storia senza farsi troppi problemi. Francesca però ha intuito qualcosa e si dimostra ostile verso la madre. In ospedale viene ricoverato Riccardo, accompagnato dalla moglie Alvia. A seguito di alcune analisi, Roberta scopre che l'uomo fa uso di stupefacenti e ha un elevato rischio di andare incontro a un infarto. Viene ricoverata anche un'intera famiglia: sono tutti narcotizzati, e la domestica Marcella dichiara di aver trovato anche la casa svaligiata. Le condizioni dei membri della famiglia non sembrano destare preoccupazioni, a parte quelle della nonna Iside, che improvvisamente peggiora.

## Decima puntata
Laura parla con Francesca a proposito della storia con Matteo, anche se per la ragazza è difficile accettare la nuova vita della madre. In ospedale arriva Maria Grazia, una donna simpatica e chiacchierona, madre di famiglia. Si sottopone ad alcune analisi che aveva rinviato da troppo tempo e i risultati non sono buoni: Maria Grazia infatti ha un tumore al collo dell'utero e deve essere operata. In rianimazione viene ricoverata d'urgenza Vera, incinta di poche settimane, che ha subito un incidente. La ragazza perde il bambino ma le sue condizioni generali non sono preoccupanti. Con lei c'era Dario, che in breve tempo purtroppo muore. Avvertito dal personale, arriva in ospedale Giuseppe, il marito di Vera.

## Undicesima puntata
Laura riceve una lettera da Piero e ne parla con Matteo: inizialmente Matteo si fa da parte, capendo lo stato di confusione di Laura. In breve la donna capisce di aver bisogno di lui, ma Matteo sembra sparito nel nulla. In ospedale arriva Lucilla, felicemente sposata con Federico e in attesa del primo figlio: all'uscita dall'ospedale, Federico incontra un vecchio amico omosessuale, e il passato torna prepotentemente a galla. Franca intanto viene ricoverata per aver tentato il suicidio: la donna è detenuta in carcere e la figlia, avendo raggiunto il terzo anno di età, deve essere allontanata da lei. Laura, oltre alle difficoltà con Matteo, deve affrontare una terribile notizia: Francesca ha avuto un incidente in motorino ed è in coma.

## Dodicesima puntata
Francesca viene operata e la prognosi è riservata. Piero torna dall'Africa e deve affrontare la scoperta della relazione tra la moglie e Matteo. Laura e Piero cercano di chiarirsi, ma per Piero è difficile accettare la scoperta della relazione di sua moglie. Laura, nonostante la difficile situazione con il marito e con la figlia ancora in coma, si occupa di una donna incinta, Emanuela, in crisi con il marito Giancarlo. In cardiologia, nella stessa stanza del manager Damiani, è ricoverato Tonino, un uomo disoccupato. Tonino risponde a una telefonata destinata a Damiani e negozia un affare con un cliente. Francesca intanto si sveglia dal coma, per la felicità di tutta la sua famiglia.
Svegliandosi, Laura scopre che il marito non è più a casa. In ospedale chiede a Francesca notizie su Piero, e la ragazza la informa che è partito per l'Africa. Successivamente Laura scopre che Piero non ha mai preso l'aereo ed è ancora a Roma, ma questa volta neppure Francesca sa nulla. Nel reparto di Ostetricia viene ricoverata Nicoletta, una donna che presenta i sintomi di un'infezione senza un apparente motivo. In pronto soccorso arriva Tiziana, il cui figlio è stato investito da un furgoncino e rischia di perdere un braccio. Alla fine della serie, ci sarà il matrimonio tra Flaminio e l'infermiera Anna, in attesa di un bambino, e la riconciliazione tra Laura e Piero.